# Icteranthidium reinigi
Icteranthidium reinigi är en biart som först beskrevs av Johann Dietrich Alfken 1931.  Icteranthidium reinigi ingår i släktet Icteranthidium och familjen buksamlarbin. Inga underarter finns listade i Catalogue of Life.